# Autosan

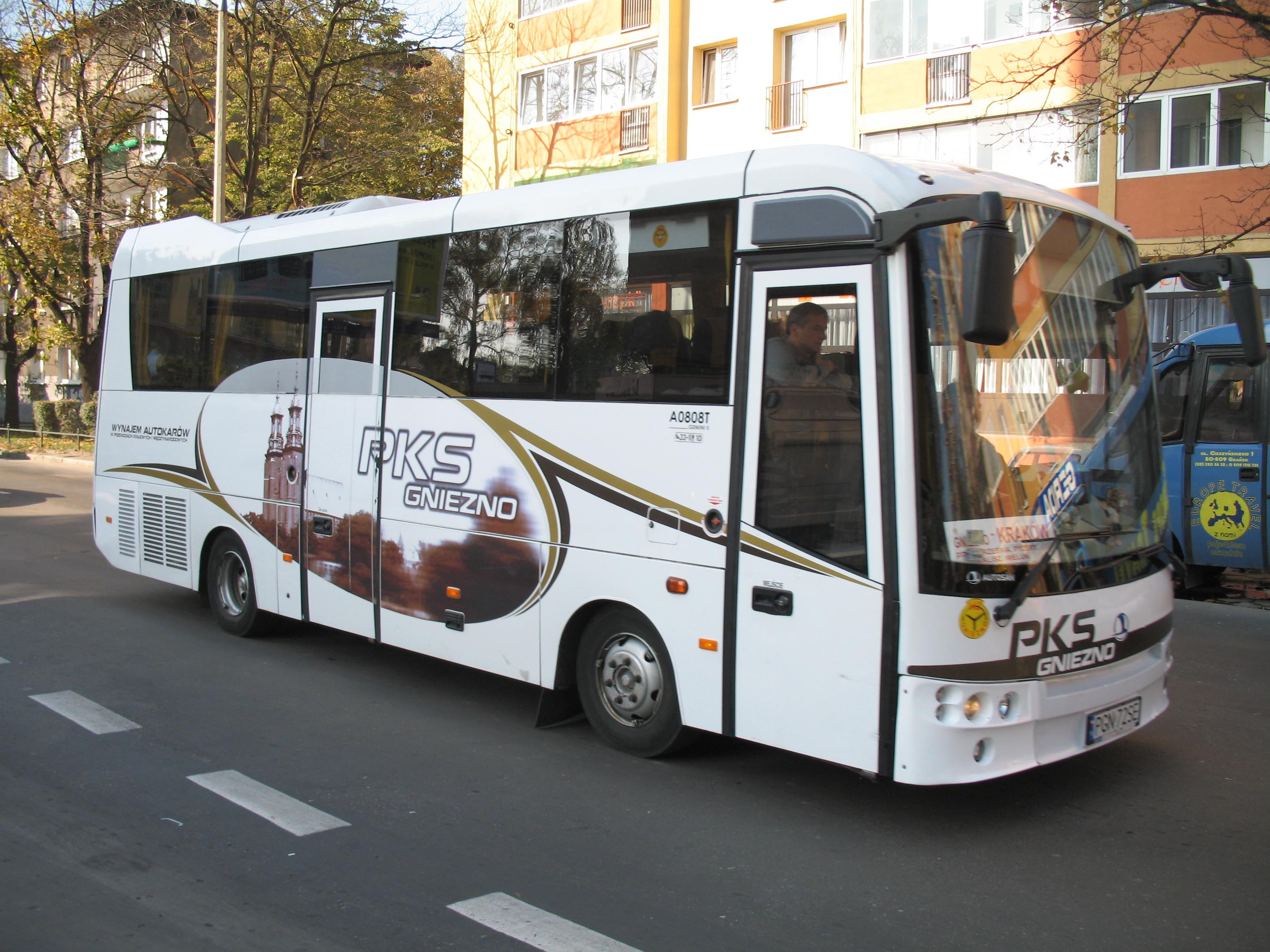
Autosan A0808T Gemini

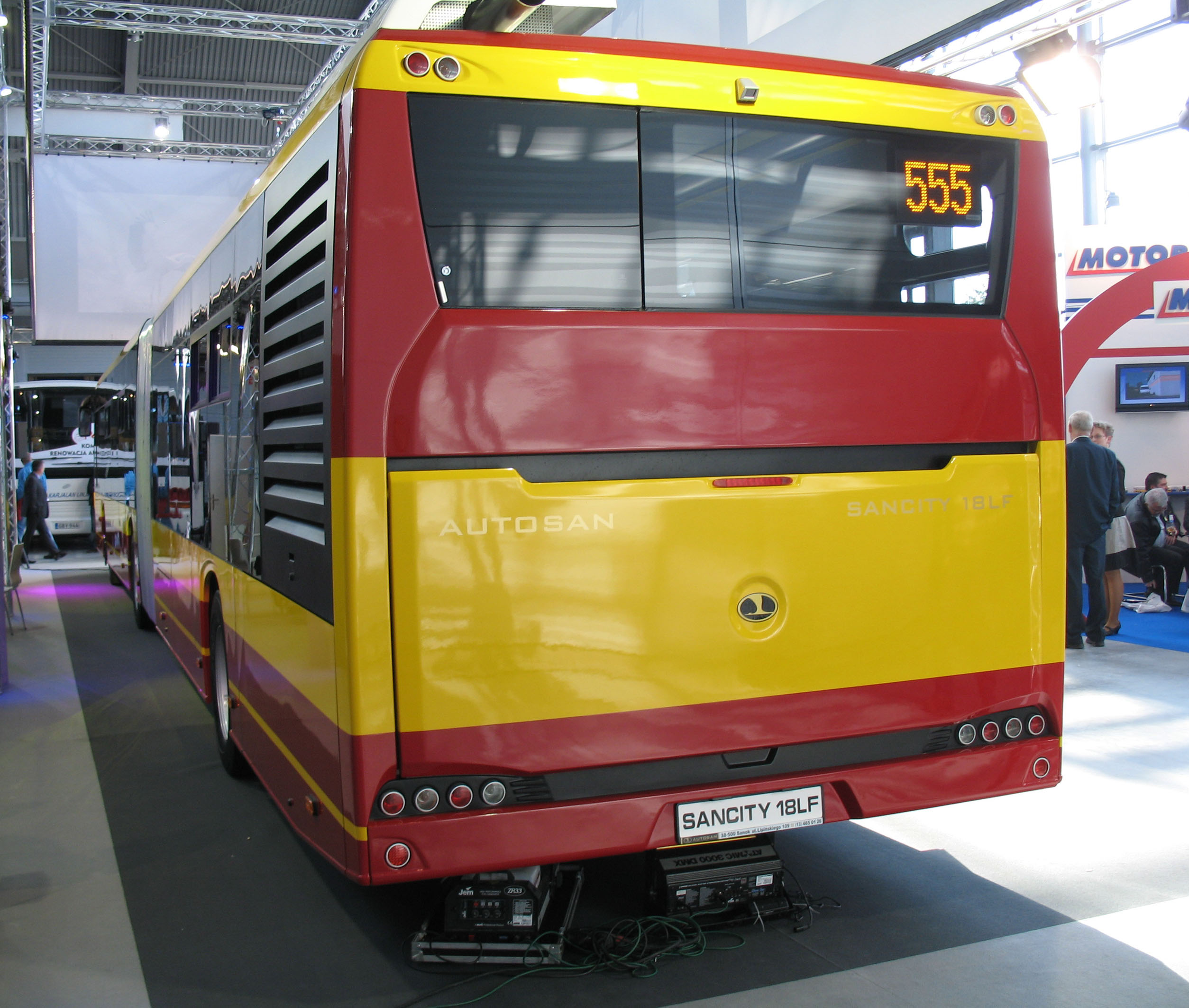
Autosan Sancity 18 LF — автобус с «гармошкой»

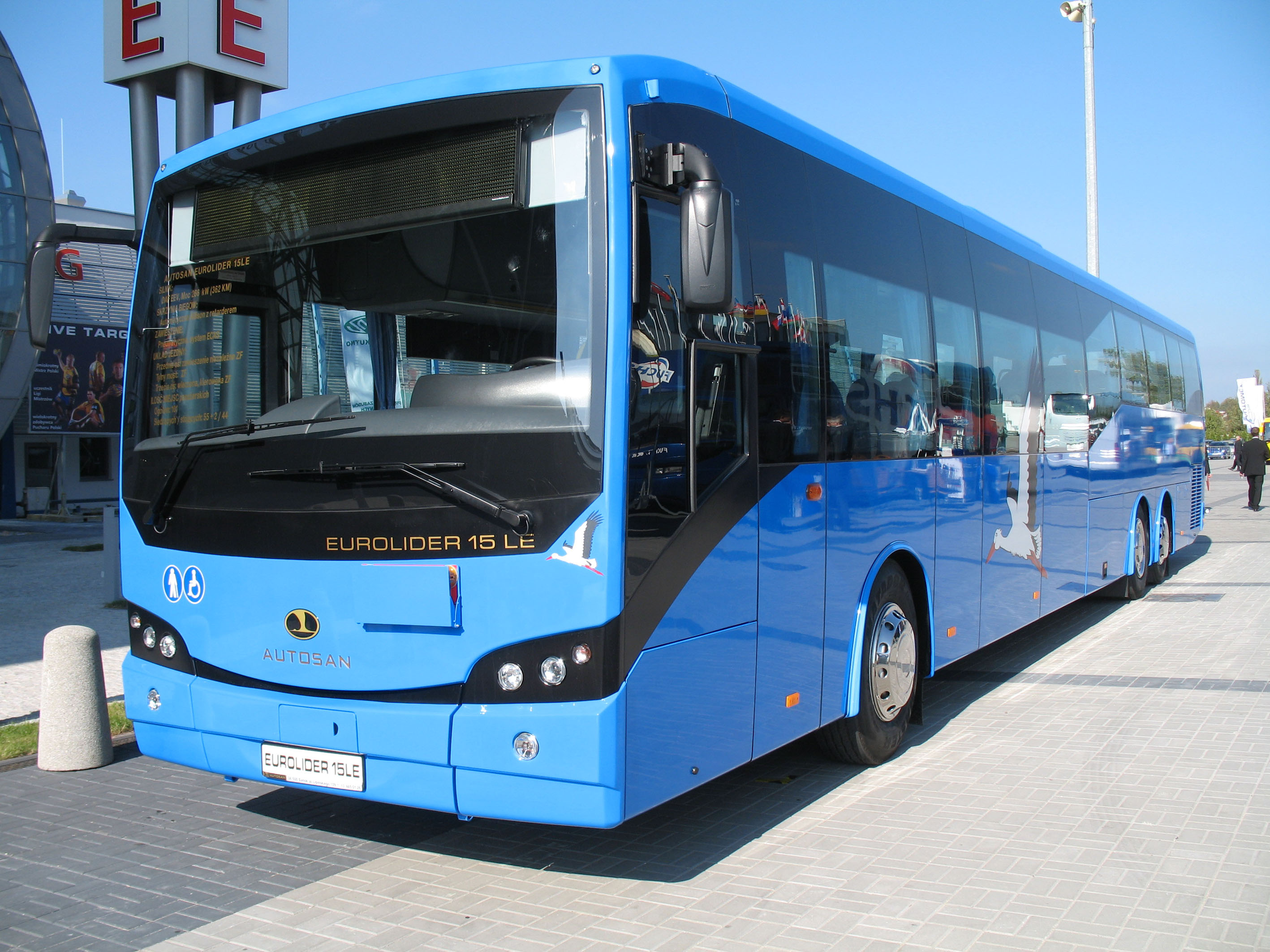
Autosan Eurolider 15 LE

Autosan — польский производитель автобусов, вместе с фирмой Jelcz входящий в компанию Polskie Autobusy. 

## История
После немецкого вторжения и оккупации Польши в сентябре 1939 года было создано "краковское генерал-губернаторство", и находившийся в городе Санок механический завод был передан в ведение немецких оккупационных властей дистрикта «Краков» под названием "Zieleniewski Maschinen und Wagonbau-Gesellschaft m. b. H. Werk Sanok". В дальнейшем, в ходе боевых действий второй мировой войны предприятие пострадало, но после национализации - было восстановлено и возобновило деятельность как автомобильный завод.
В связи с освоением серийного производства автобусов в 1958 году предприятие получило новое название - "Sanocka Fabryka Autobusów". В 1963 году завод изготовил для Кубы 137 автобусов марки "Сан" в тропическом исполнении.
С 2009 года производятся и городские автобусы — было создано семейство автобусов Sancity.

## Современное состояние
Продукция фирмы экспортируется в такие страны, как Великобритания, Швеция, Румыния, Венгрия. Autosan изготовлял преимущественно междугородные и туристические автобусы. 
Двигатели, используемые в автобусах Autosan, отвечают нормам Евро-5 и EEV.
До 2008 года узнаваемой маркой являлся 12-метровый туристический автобус c высокой крышей A1112T Ramzes, двигатель Cummins (344 л. с.) (Евро-4), мест для сидения — 47.

## Продукция
Городские автобусы
- Sancity 9
- Sancity 10 LE
- Sancity 12 LF/LE
- Sancity 18 LF — автобус с «гармошкой».
- Wetlina City

Пригородные автобусы
- Lider 10
- Eurolider 13 LE
- Eurolider 15 LE

Междугородние автобусы
- Eurolider 12
- Eurolider 13
- Lider 9 eco
- Gemini
- Lider

Туристические автобусы
- Gemini Lux
- Lider 9 eco
- Lider
- Ramzes

Производство автобусов до 2009 года:
- A10-10T Lider — туристический автобус с 6-цилиндровым двигателем Renault (Euro-5).
- A1012T «Lider» — междугородный
- A08-08T Gemini — туристический автобус с дизельным двигателем Cummins (Euro-5).
- A1112T «Sanman» — междугородный
- A0909L «Tramp 2» — междугородный
- H7-10 «Traper» — междугородный

Последние модели:
- семейство Sancity — городские автобусы с низким полом
- семейство Eurolider — междугородние и туристические автобусы
- Lider 9 eco — междугородный/туристический автобус

В России закупки автобусов Autosan производились Оренбургом.